# Yuri Lonchakov
Yuri Valentinovich Lonchakov (em russo:  Юрий Валентинович Лончаков) (Balkhash, 4 de março de 1965) é um cosmonauta russo, veterano de três missões espaciais.

## Carreira
Nasceu no Casaquistão, então uma das repúblicas integrantes da União Soviética, e entrou na força aérea em 1982, aos dezessete anos, após sua formação na escola secundária. Depois do curso na Escola de Pilotos da Força Aérea de Orenburg, onde se graduou com honras em 1986 como piloto-engenheiro, ele serviu como comandante de tripulação, piloto senior de esquadrão e comandante de brigada da marinha russa, voando em aeronaves como o Yak-52, Su-24, L-29, Tu-134 e Tu-16.
Lonchakov acumulou 1400 horas de vôo como piloto e também serviu como pára-quedista,  até ser selecionado para treinamento de cosmonauta pelo programa espacial russo, no Centro de Treinamento de Cosmonautas Yuri Gagarin, na Cidade das Estrelas, em 1997.
Em abril de 2001, ele fez seu primeiro vôo espacial como integrante da missão STS-100 do ônibus espacial Endeavour, a nona missão conjunta à Estação Espacial Internacional, que instalou o braço robótico canadense Canadarm 2 na estação orbital, acumulando 283 horas no espaço.
Em outubro de 2002, Lonchakov voltou à ISS a bordo da Soyuz TMA-1, a primeira nave russa Soyuz desta classe a ir à órbita terrestre.
Em 12 de outubro de 2008, Lonchakov voltou ao espaço na Soyuz TMA-13, como engenheiro de vôo da Expedição 18 na ISS, onde permaneceu, como tripulante fixo e engenheiro de vôo por seis meses, junto ao norte-americano Michael Fincke, na última expedição com três integrantes. Voltou à Terra em 8 de abril de 2009, pousando com Fincke e o turista espacial Charles Simonyi  no Casaquistão.